# Callistemon pallidus
Callistemon pallidus är en myrtenväxtart som först beskrevs av Aimé Bonpland, och fick sitt nu gällande namn av Dc.. Callistemon pallidus ingår i släktet lampborstar, och familjen myrtenväxter. Inga underarter finns listade i Catalogue of Life.

## Bildgalleri

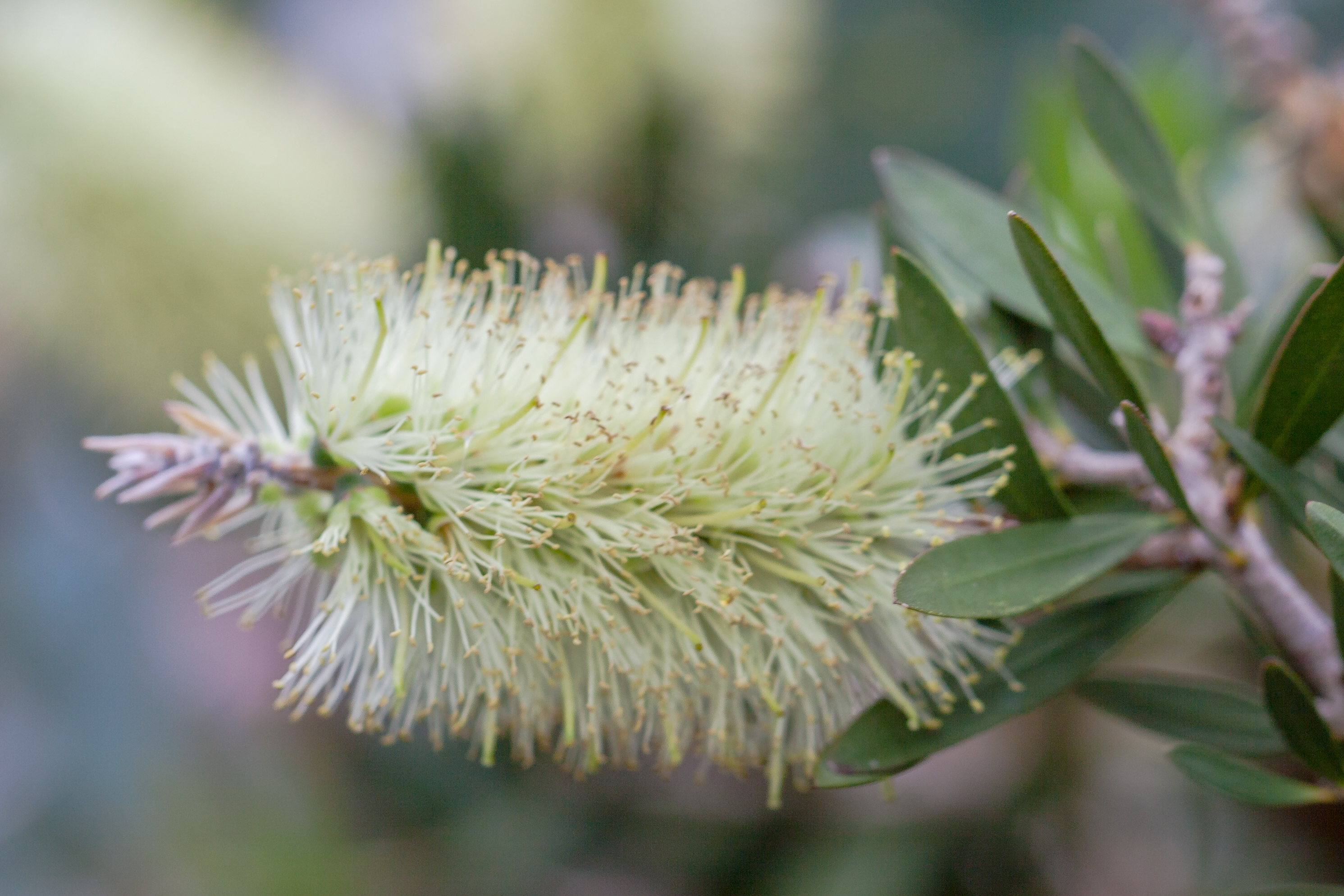
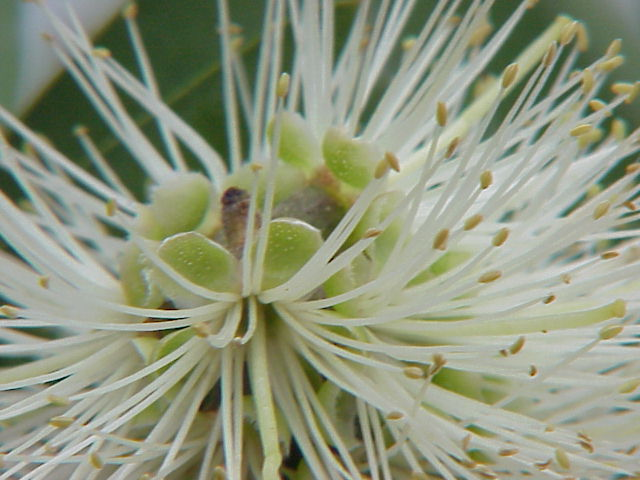
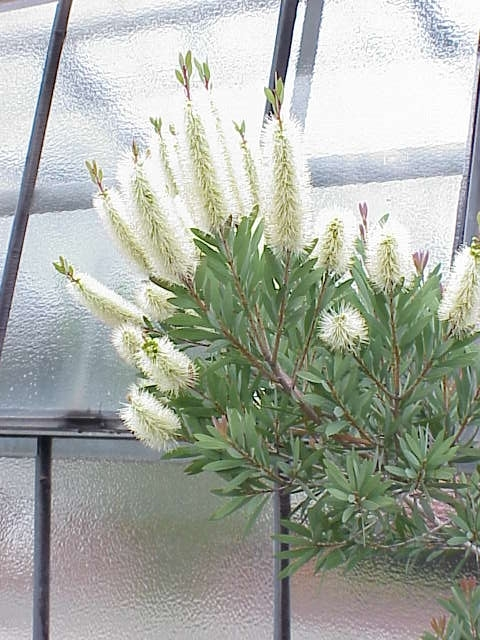
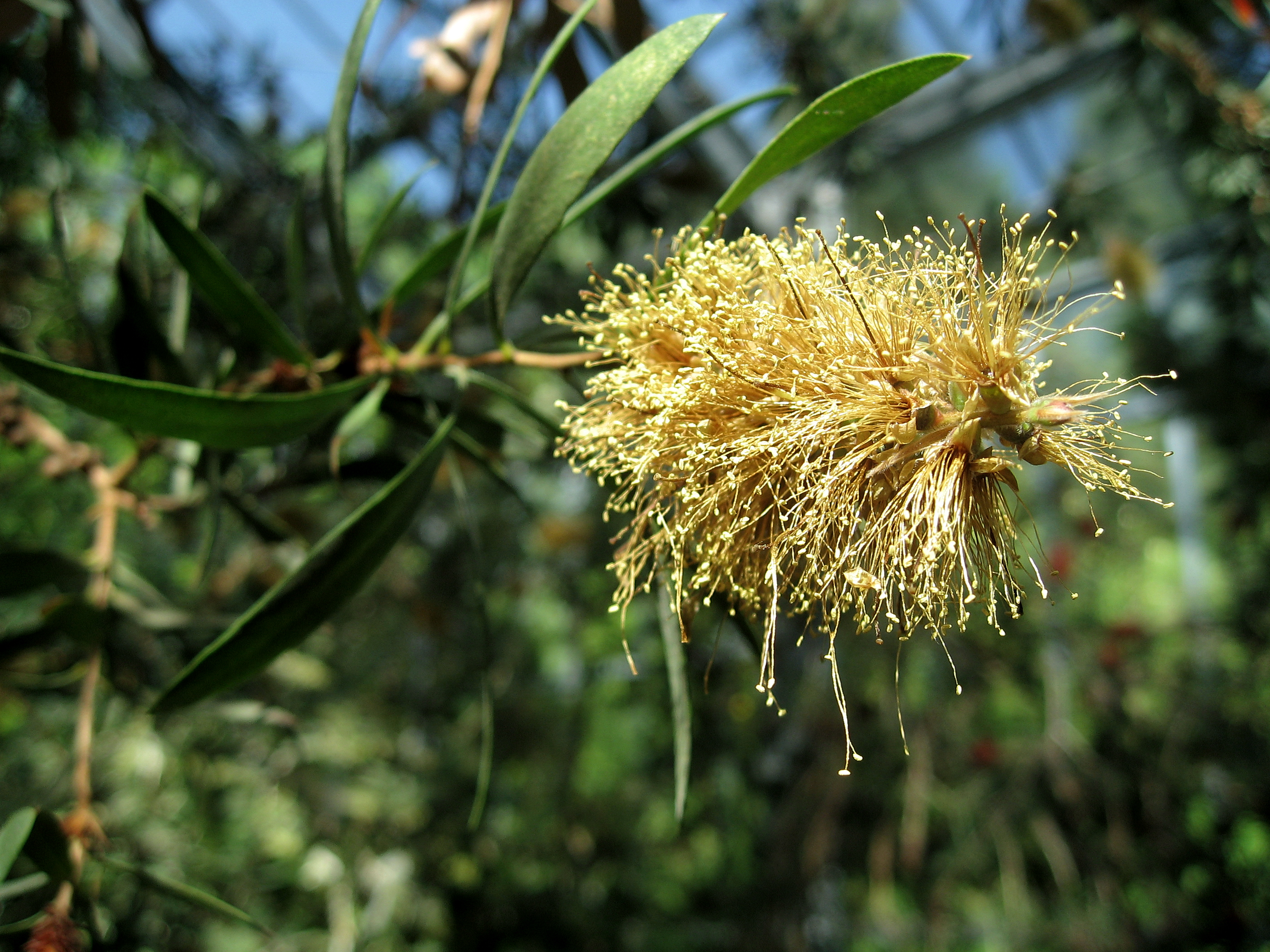
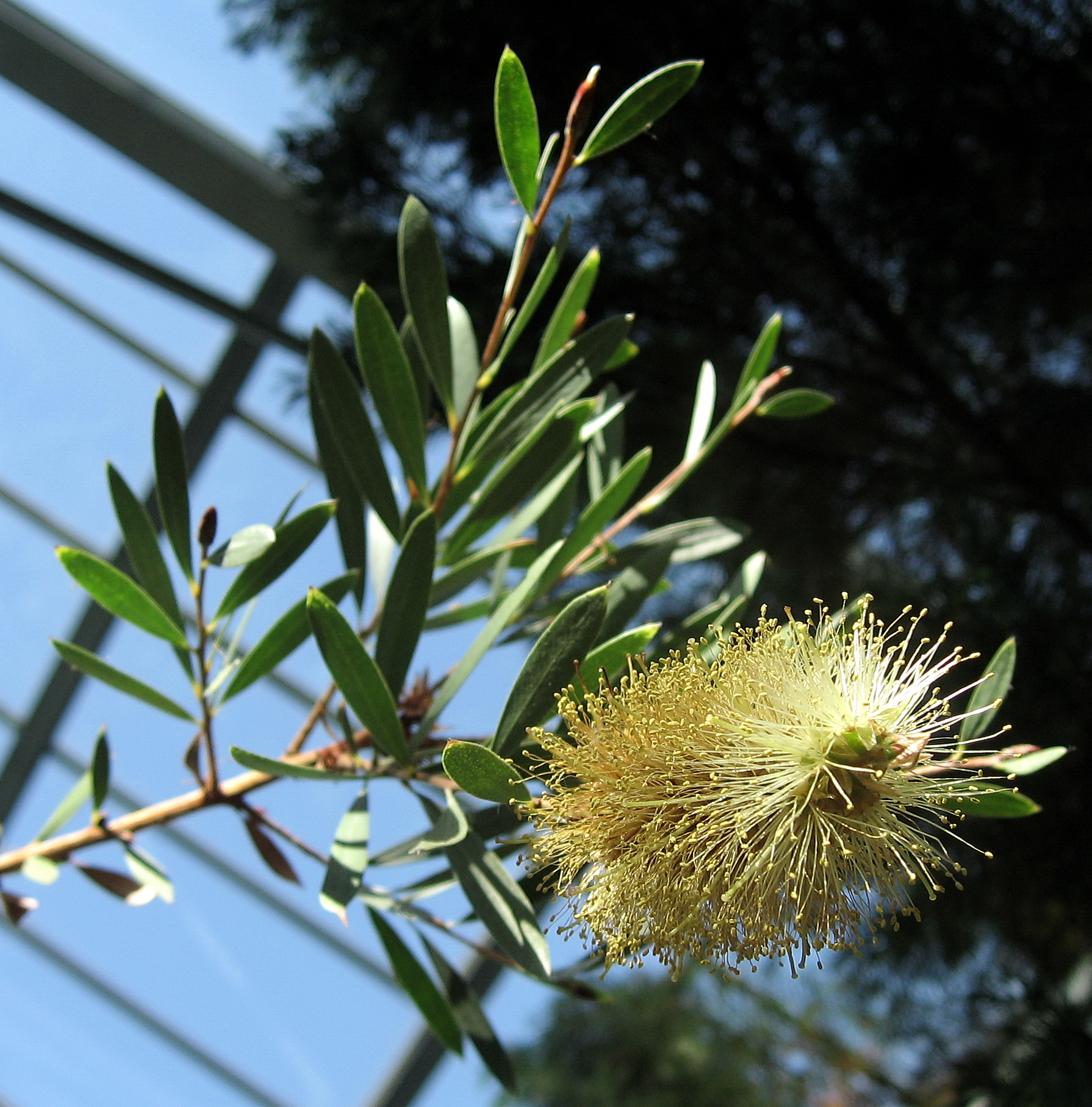
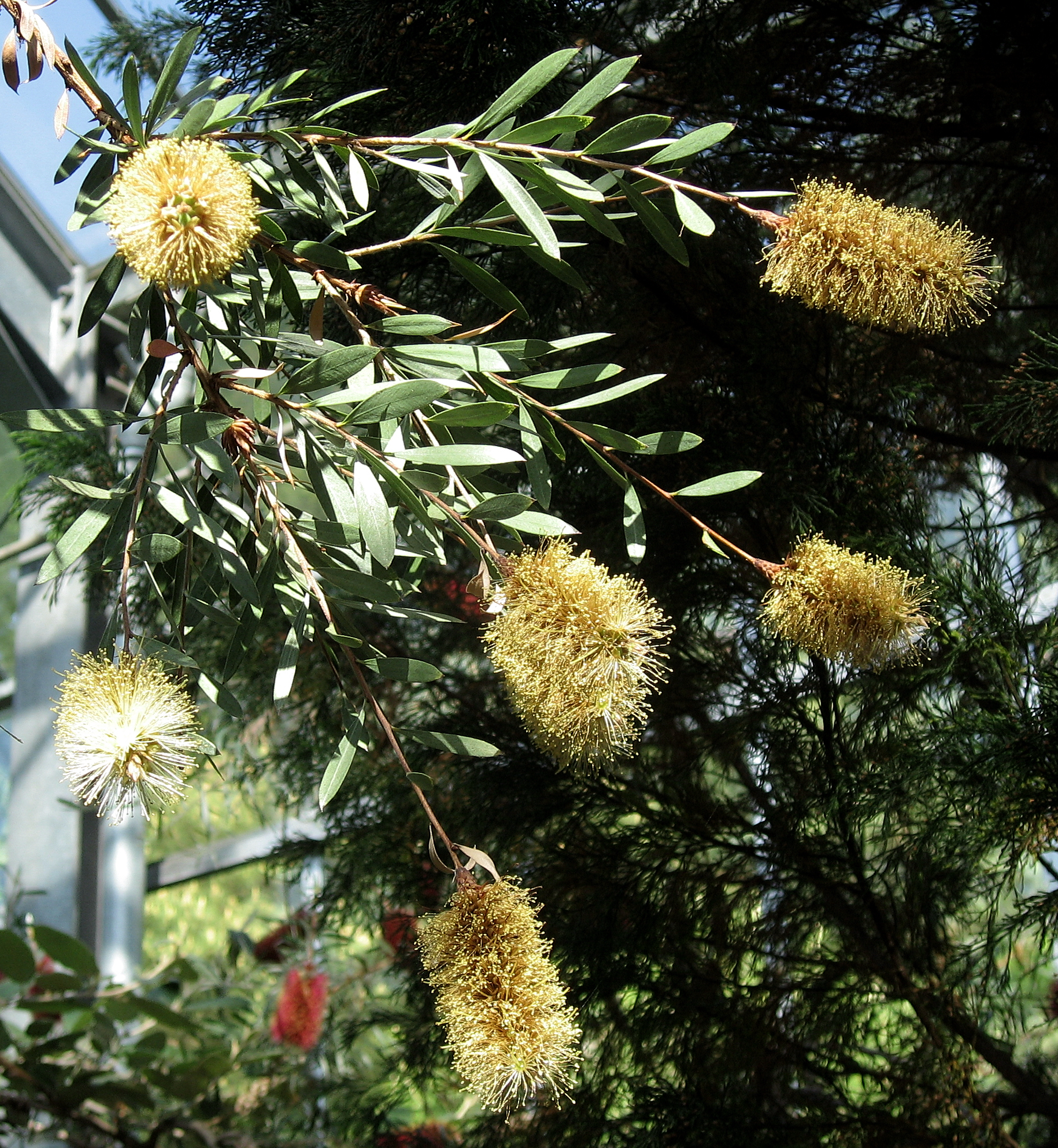